# All inclusive
All inclusive – system we współczesnym hotelarstwie, który zakłada, że w cenie wycieczki turystycznej mieści się wyżywienie i napoje, za które klient nie musi już dopłacać na miejscu. 
Najczęściej all inclusive występuje w postaci szwedzkiego stołu w restauracji hotelowej, open baru z wybranymi napojami alkoholowymi i bezalkoholowymi oraz na dostępie turysty do bezpłatnej animacji czasu wolnego. Koncepcja all inclusive została zapoczątkowana przez francuską firmę Club Med założoną przez Belga Gerarda Blitz w 1950 r.